# 栖原亮
栖原 亮（すはら あきら、1911年3月11日 - 2000年7月30日）は、日本の経営者。本州製紙社長、会長を務めた。東京都出身。

## 経歴
1934年に東京商科大学を卒業し、同年に王子製紙に入社。1949年8月に本州製紙に転じ、1960年11月に取締役に就任し、1963年11月に常務、1969年5月に専務、1970年11月に副社長を経て、1974年11月には社長に就任。1982年6月に会長に就任し、1990年6月から相談役を務めた。
1979年4月に藍綬褒章を受章し、1983年11月に勲二等瑞宝章を受章。
2000年7月30日肺炎のために死去。89歳没。